# Византийские тактиконы

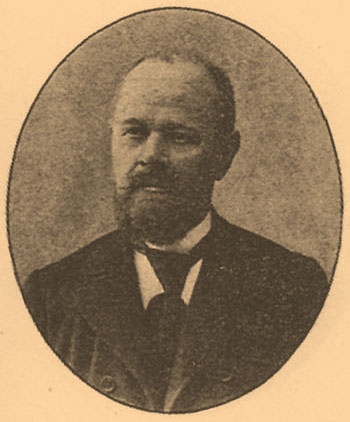
Фёдор Успенский, византинист, по которому назван один из тактиконов

Византийские тактиконы (др.-греч. τακτικά) — официальные списки византийских титулов и должностей. Для раннего периода византийской истории данная информация содержится в Notitia Dignitatum, для IX—X веков известно 4 тактикона: Тактикон Успенского (842/843 год), Клиторологий Филофея (899), Тактикон Бенешевича (933—944) и Тактикон Икономидиса (971—975). Для XIV века списки должностей приводятся в трактате «De officialibus palatii Constantinopolitani etc.» Псевдо-Кодина. Данные документы создавались в помощь атриклинам для правильного расположения гостей на торжественных императорских обедах. Информация из тактиконов является основным письменным источником о структуре византийских органов власти.